# Constança de Castella (filla d'Alfons VIII)
Constança de Castella (Burgos, ca. 1199 - 2 de gener de 1242) va ser una infanta de Castella, dedicada a la vida religiosa al monestir de Las Huelgas.
Filla d'Alfons VIII de Castella i d'Elionor d'Anglaterra. Es desconeix la data de naixement, com va ser la filla més petita podria haver nascut vers 1199.
Va ser religiosa del Reial Monestir de Las Huelgas, a Burgos. Probablement va ingressar al monestir després de la mort del seu pare el 1212, sent una de les primeres princeses que va fer monàstica, obrint la possibilitat de retirar-se del món a altres dones nobles. De fet, va coincidir amb la infanta Constança de Lleó. No va exercir mai cap càrrec a la comunitat, tret del d'infermera, malgrat que alguns autors havien afirmat que va ser-ne abadessa.
Va morir al monestir el 1242, segons la regla antiga de la comunitat hauria mort el 2 de gener.